# Vadarci
Vadarci (madžarsko Tiborfa, staro prekmursko ime je Tivadarovci) so naselje v Občini Puconci. V Vadarcih se je rodil rimskokatoliški župnik in nabožni pisatelj Jožef Sakovič. Leta 1984 je v kraju potekala prireditev Borovo gostüvanje. V vasi tudi deluje klub malega nogometa